# William D. McElroy
William David McElroy (22 janvier 1917 - 17 février 1999) est un biochimiste et administrateur universitaire américain.

## Biographie
McElroy est le fils de William D. McElroy et Ora Shipley de Rogers, Texas. Après avoir obtenu son diplôme du McAllen High School de McAllen, au Texas, en 1935, il fréquente le Pasadena Junior College en Californie et étudie à l'Université Stanford grâce à une bourse de football où il obtient son baccalauréat en 1937. Il passe sa maîtrise en biologie au Reed College et son doctorat à l'Université de Princeton en 1943.
Après l'université, McElroy est professeur à l'Université Johns-Hopkins. Il lance un programme de recherche indépendant en bioluminescence, recrutant des étudiants pour collecter des lucioles afin de réaliser des expériences. Il découvre le rôle clé que jouent la luciférase et l'adénosine triphosphate (ATP) dans le processus.
Il commence à travailler avec l'Office of Naval Research et l'Institut national de la santé dans les années 1950, et devient membre du Comité consultatif scientifique du président auprès du président John F. Kennedy en 1962. Il est ensuite directeur de la Fondation nationale pour la science de 1969 à 1972. Il est également président de l'Association américaine pour l'avancement des sciences de 1975 à 1976. Il devient chancelier de l'Université de Californie à San Diego de 1972 à 1980.
Il reçoit la médaille Howard N. Potts en 1971. Il est également membre élu de l'Académie américaine des arts et des sciences, de l'Académie nationale des sciences des États-Unis et de la Société américaine de philosophie.
En 1981, McElroy devient membre fondateur du Conseil culturel mondial.
McElroy se marie trois fois. D'abord à Nella Amelia Winch en 1940 avec qui il a quatre enfants; Ann, Mary, Thomas et William, Jr, puis en 1967 avec la biochimiste Marlene Anderegg DeLuca. Leur seul enfant est Eric Gene. Devenu veuf en 1987, il se remarie en 1997 avec Olga Robles qui lui a survécu.
McElroy Ridge dans les montagnes Victory de Victoria Land, en Antarctique, est nommé d'après McElroy par le Comité consultatif sur les noms antarctiques.